# Via Verda del Xitxarra
La Via Verda del Xitxarra és una via verda que parteix de la localitat de Cocentaina (El Comtat) al País Valencià i finalitza a Iecla (Regió de Múrcia).

## Origen
La Companyia dels Ferrocarrils de Villena a Alcoi i Yecla va inaugurar el seu primer tram entre Villena i Banyeres de Mariola el 1884. El 1909 es va ampliar fins a Muro d'Alcoi on enllaçava amb el Tren Alcoi-Gandia i el 1924 es va estendre fins a Iecla, a Múrcia, des d'on es podia arribar fins a Cieza. El 1965 es va concedir la línia a la Feve, però, ja que ja no podia competir amb el transport amb carretera, es va tancar el 1969 i poc després de van desmantellar les vies i els ponts metàl·lics. En aquesta situació va romandre fins que el 2004 va començar a recuperar-se part del traçat en forma de via verda, que el 2009 es va completar fins a Cocentaina en reposar-se l'últim pont que faltava, a l'altura d'Agres.

## Recorregut

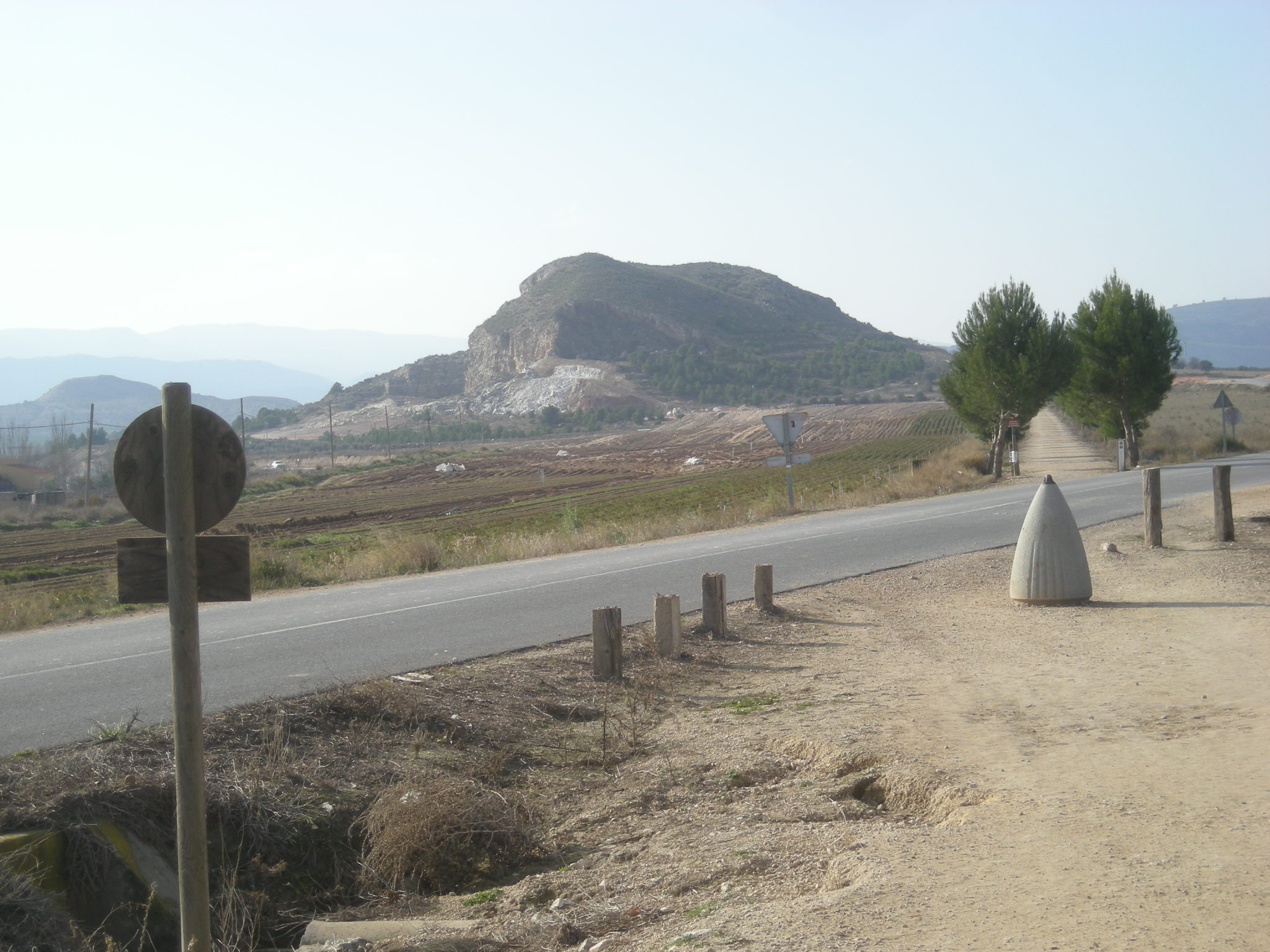
Via verda del Xitxarra, al creuar el camino viejo de la Virgen, entre Villena i Las Virtudes.

El sender, ja que el trajecte fins a Alcoi es troba desaparegut majoritàriament, comença en Cocentaina, a la rotonda d'Alcúdia. Es travessen unes naus industrials per internar-se després en un camp d'oliveres i canyars. En 4 km s'arriba a Muro, al nucli urbà del qual es troba l'antiga estació, continua per un polígon industrial i s'endinsa en l'obaga de la Serra de Mariola. Aquesta és la part més frondosa del recorregut, ja que el sender està envoltat de pins i carrasques. Es va eixamplant la vall segons s'apropa l'Estació d'Agres, on es feien els transbords de la línia Alcoi-Xàtiva. A l'esquerra, a dalt en la muntanya, queda Agres, però el sender continua cap a Alfafara, a uns 5 km a partir d'ací, l'espai es va eixamplant camí de Bocairent, el nucli antic medieval del qual és ben visible des del camí. Allà, en haver desaparegut part del traçat, cal prendre la via de servei de la carretera CV-81 fins a les proximitats de Banyeres. L'estació d'aquesta població és en una ampla avinguda, al costat d'una antiga fàbrica paperera. El sender continua, travessant El Salze, cap a Beneixama, l'estació del qual es troba una mica apartada del nucli urbà, al costat d'una antiga indústria licorera. El paisatge a partir d'aquest punt es compon de camps de fruiters, olivers i vinyes. Se segueix fins a Biar, on es troba el pont més impressionant de tot el camí, de quatre pilastres de pedra sobre un barranc agrest. Ací el sender coincideix amb un tram del Camí de Sant Jaume. La següent població és Villena, a l'estació del qual, encara en funcionament, s'arriba després de travessar part del nucli urbà. Des de Villena, a la carretera CV-813, es reprèn l'antic trajecte del ferrocarril que continua travessant vinyes cap a la pedania de Las Virtudes i des d'allà continua fins a Iecla, a l'estació del qual acaba el sender.